# Claudia Sturm
Claudia Sturm senare gift Richter, född 27 september 1962 i Heppenheim i Västtyskland, är en tysk före detta handbollsspelare. Hon spelade som högersexa.

## Biografi
Sturm spelade för bundesligaklubben TSV Rot-Weiß Auerbach, dagens HSG Bensheim/Auerbach. Efter Auerbachs nedflyttning till andra bundesliga, flyttade hon till första ligaklubben  VfL Neckargartach. Claudia Strurm spelade för Tysklands damlandslag i handboll och gjorde 167 mål på 103 landskamper. När hon deltog vid Olympiska sommarspelen 1984 i Los Angeles slutade Tyskland på fjärde plats. Efter handbollskarriären undervisade hon som lärare vid Old Electoral Grammar School i Bensheim, där hon varit elev i sin ungdom.  Hon arbetade också som tränare på Bergstraße Handball Performance Centre. Mot slutet av säsongen 2013/2014 tränade hon och hennes man Helmut Richter tillfälligt  HSG Bensheim/Auerbach.